# Chuang Chih-yuan
Chuan Chi-Yuan (智淵 莊 - Kaohsiung, 2 april 1981) is een Taiwanees tafeltennisser. Hij won in 2002 de ITTF Pro Tour Grand Finals enkelspel. In 2008 bereikte hij samen met zijn landgenoot Wu Chih-chi de eindstrijd van de Grand Finals in het dubbelspel, maar deze keer ging hij zonder de titel naar huis.
Ch-Yuan bereikte in december 2003 zijn hoogste positie op de ITTF-wereldranglijst, toen hij derde stond.

## Sportieve loopbaan
Chi-Yuan maakte zijn debuut in het internationale (senioren)circuit in 1998 op het Japan Open, in het kader van de ITTF Pro Tour. Daarop mocht hij zowel in het enkel- als dubbelspel na één ronde zijn koffers pakken. Niettemin zou Chi-Yuan uitgerekend op de Pro Tour zijn grootste succes behalen. Toen hij zich in 2002 voor het derde jaar voor de Grand Finals enkelspel plaatste, kwam hij daarop voor het eerst verder dan de kwartfinale en zelfs tot in de eindstrijd. Daarin versloeg de Taiwanees vervolgens ook nog Kalinikos Kreanga en schreef daarmee de titel op zijn naam. Frappant genoeg was het zijn eerste op de Pro Tour.

Hoewel hij zich vervolgens ook van 2003 tot en met 2008 ieder jaar voor de Grand Finals enkelspel plaatste, kwalificeerde hij zich in '08 voor het eerst ook voor het dubbelspeltoernooi. Samen met Chih-Chi bereikte Chu-Yuan meteen de finale, maar verloor hierin van het Singaporese duo Yang Zi/Gao Ning.
Chi-Yuan won nog nooit een internationale titel buiten de Pro Tour. Hij kwam er het dichtste bij op de Aziatische Spelen 2002, toen hij de enkelspelfinale haalde. De titel was niettemin voor zijn opponent Wang Liqin. De Taiwanees speelde in clubverband onder meer competitie voor TTF Liebherr Ochsenhausen en SV Plüderhausen (waarmee hij in 2002 de ETTU Cup won) in de Duitse Bundesliga.

## Erelijst
Belangrijkste resultaten:
- Kwartfinale enkelspel Olympische Zomerspelen 2004
- Laatste zestien dubbelspel Olympische Zomerspelen 2004
- Laatste zestien enkelspel wereldkampioenschappen 2003, 2007 en 2013
- Kwartfinale dubbelspel wereldkampioenschappen 2005
- Laatste 32 gemengd dubbelspel wereldkampioenschappen 2003, 2005 en 2007
- Verliezend finalist enkelspel Aziatische Spelen 2002

ITTF Pro Tour:
Enkelspel:
- Winnaar ITTF Pro Tour Grand Finals
- Winnaar Brazilië Open 2003
- Verliezend finalist Qatar Open 2002
- Verliezend finalist Japan Open 2002 en 2004
- Verliezend finalist Nederland Open 2002
- Verliezend finalist Denemarken Open 2003
- Verliezend finalist Amerika Open 2004
- Verliezend finalist Singapore Open 2006
- Verliezend finalist Oostenrijk Open 2008
- Verliezend finalist Duitsland Open 2008
- Winnaar Chili Open 2011

Dubbelspel:
- Verliezend finalist ITTF Pro Tour Grand Finals (met Wu Chih-chi)
- Verliezend finalist Brazilië Open 2008 (met Wu Chih-chi)